# Andrei Suslin
Andrei Suslin (em russo:  Андре́й Алекса́ндрович Су́слин, também transliterado  Souslin; São Petersburgo, 27 de dezembro de 1950 – 10 de julho de 2018) foi um matemático russo, que contribuiu para a K-teoria algébrica e sua conexão com a geometria algébrica. É professor catedrático de matemática da Universidade Northwestern.
Obteve um doutorado na Universidade Estatal de São Petersburgo em 1974, com a tese Projective modules over polynomial rings.
Suslin foi palestrante convidado do Congresso Internacional de Matemáticos em Helsinque (1978) e Zurique (1974), sendo palestrante plenário em Berkeley (1986: Algebraic K-theory of fields). Recebeu o Prêmio Cole de Álgebra de 2000.